# Capasa callopistes
Capasa callopistes là một loài bướm đêm trong họ Geometridae.